# Numerius Fabius Pictor
Numerius Fabius Pictor entstammte dem römischen Adelsgeschlecht der Fabier und war 266 v. Chr. Konsul.

## Leben
Aus den Triumphalakten geht hervor, dass Numerius Fabius Pictor der Sohn eines Gaius Fabius und der Enkel eines Marcus Fabius war; deswegen war er höchstwahrscheinlich der Sohn des Gemäldestifters Gaius Fabius Pictor und jüngere Bruder des gleichnamigen Konsuls von 269 v. Chr.
Fabius gehörte 273 v. Chr. einer Gesandtschaft zum ägyptischen König Ptolemaios II. an, die von seinem älteren Geschlechtsgenossen Quintus Fabius Maximus Gurges geleitet wurde. Konsul wurde Fabius 266 v. Chr. zusammen mit Decimus Iunius Pera. Er durfte wie sein Amtskollege zwei Triumphe abhalten, nämlich einen über die Sassinaten sowie einen über die Sallentiner und Messapier; denn sie hatten zuvor gemeinsam gegen diese Völker siegreiche Kämpfe bestanden, die nahezu den Abschluss der Ausdehnung der römischen Macht auf ganz Italien darstellten.